# 長崎源之助
長崎 源之助（ながさき げんのすけ、1924年2月19日 - 2011年4月3日）は、日本の児童文学作家。

## 来歴・人物
神奈川県横浜市出身。少年時代はよく遊び、よく本を読んで過ごしたと言う。淺野總合中學校（現在の浅野中学校・高等学校）入学後は、夏目漱石『吾輩は猫である』などを岩波文庫で読んだことで読書の楽しみを知り、坪田譲治『子供の四季』に感動して文学を行う上での目標と考える。しかし、中学5年の時に腹膜炎にかかったため、1年休学をした後に退学。1942年頃から、近所の子供たちを集めた「子ども隣組」を始め、読み聞かせを行う。同じころに、俳句に興味を持ち、句誌に投稿を始める。
1944年に応召し、陸軍に入営。華北で終戦を迎え、1946年に復員。復員後は精米業、左官手伝い、古本屋、文具店、雑貨店、写真屋など、職を転々としつつ、日本童話会に入会して児童文学を書き始める。同年には自作の詩『クワとシャベル』が、雑誌「銀河」に掲載されて初めて原稿料をもらう。
また、1947年に地元の小学校の教諭と「やまびこ子供会」をつくり、佐藤さとると知り合う。1949年に、佐藤さとると共に、平塚武二に師事。1950年には同人誌「豆の木」をいぬいとみこや神戸淳吉、佐藤さとるらとともに発行する。1956年に雑誌『日本児童文学』に発表した「チャコベエ」「トコトンヤレ」などで児童文学者協会新人賞受賞。1968年にそれまで続けて来た商店を閉店し、文筆に専念。
1967年『ヒョコタンの山羊』で、1977年『トンネル山の子どもたち』で日本児童文学者協会賞受賞。1980年『忘れられた島へ』で野間児童文芸賞受賞。
主要著作を集めた「長崎源之助全集」全20巻（偕成社）がある。
鉄道を題材とした作品を複数手がけているが、実在の鉄道が登場するものでは横浜市電・箱根登山鉄道・江ノ島電鉄と出身地である神奈川県の路線が舞台となっている。また、1970年から、自宅を開放して児童向けの「豆の木文庫」を運営していた。
『むかしむかし象がきた』は現在でも劇団四季などによって舞台化されている。
2011年4月3日、横浜市の病院で死去。87歳没。

## 著書
- 『ハトは見ている』（東都書房） 1960
- 『むかしむかし象がきた』（東都書房） 1963、のちフォア文庫
- 『おかあさんの顔』（三十書房） 1964、のち偕成社文庫
- 『あほうの星』（理論社） 1964、のち講談社文庫
- 『八人の勇士とふしぎな玉』（小峰書店） 1966
- 『ヒョコタンの山羊』（理論社） 1967、のち講談社文庫
- 『ゲンのいた谷』（実業之日本社） 1968、のち講談社文庫
- 『赤いチョッキをきたキツネ』（ポプラ社） 1968、のち文庫
- 『おねえちゃんはしゃしょうさん』（実業之日本社） 1969
- 『消えたまきもの』（学習研究社） 1969
- 『焼けあとの白鳥』（大日本図書） 1969、のちフォア文庫
- 『あかちゃんが生まれました』（大日本図書） 1970
- 『かつみくんのうばぐるま』（偕成社） 1971
- 『ブラブラにはひげがある』（新日本出版社） 1970
- 『ケンチとユリのあおい海』（あかね書房） 1971、のち文庫
- 『がんばれたぐぼーと』（学習研究社） 1971
- 『ゆきごんのおくりもの』（新日本出版社） 1971
- 『ふとったきみとやせたぼく』（理論社） 1971、のちフォア文庫
- 『東京からきた女の子』（偕成社） 1972
- 『やまびこ村のふしぎな少年』（実業之日本社） 1972、のち偕成社文庫
- 『まちへきたおに』（偕成社） 1972
- 『トコトンヤレ』（実業之日本社） 1972
- 『どろんこさぶ』（偕成社） 1973、のち文庫
- 『ちょうきょりトラックでかでかごう』（偕成社） 1973
- 『小さな小さなキツネ』（国土社） 1973
- 『人魚がくれたさくら貝』（偕成社） 1974、のち文庫
- 『はしれぼくらのしでんたち』（偕成社） 1974
- 『魔女になりたいわたし』（童心社） 1975、のちフォア文庫
- 『向こう横町のおいなりさん』（偕成社） 1975
- 『きつねのはぶらし』（偕成社） 1975
- 『ゆきのこうま』（岩崎書店） 1975
- 『かめのこせんべい』（岩崎書店） 1975
- 『おかあさんの紙びな』（岩崎書店） 1976
- 『つりばしわたれ』（岩崎書店） 1976、のちフォア文庫
- 『にげだした学者犬』（岩崎書店） 1976
- 『ひろったかぎ』（講談社） 1976
- 『サーカスの旗が立つ』（PHP研究所） 1977
- 『トンネル山の子どもたち』（偕成社） 1977
- 『みどりの小鳥がとんできた』（金の星社） 1978
- 『ガラスの花よめさん』（偕成社） 1978
- 『大もりいっちょう』（偕成社） 1978
- 『もうじき一年生』（銀河社） 1978
- 『1ねん1くみのしらゆきひめ』（金の星社） 1979
- 『きつねのじてんしゃ』（偕成社） 1979
- 『でんしゃにのったかみひこうき』（あかね書房） 1979
- 『笛ふき岩』（銀河社） 1979
- 『ゆうやけの女の子』（童心社） 1980
- 『たけのはさやさや』（金の星社） 1980
- 『おじいさんのかぼちゃ』（銀河社） 1980
- 『雪はちくたく』（銀河社） 1980
- 『忘れられた島へ』（偕成社） 1980
- 『ふしぎな路地の町』（銀河社） 1981
- 『本のある遊び場』（公文数学研究センター） 1981
- 『きよちゃんはやぎがかり』（童心社） 1983
- 『私のよこはま物語』（偕成社） 1983
- 『かぶとをかぶったじぞうさま』（ひくまの出版） 1984
- 『えんぴつびな』（金の星社） 1984
- 『ピーコの木』（岩崎書店） 1984
- 『きみはポパイになれるか』（偕成社） 1984
- 『まわり道の幸せ』（偕成社） 1985
- 『サンタクロースがよっぱらった』（大日本図書） 1985
- 「長崎源之助全集」全20巻（偕成社） 1986 - 1988
- 『すきですげんこつじいさん』（ひくまの出版） 1986
- 『ごめんねまみちゃん』（国土社、園の生活12か月） 1987
- 『私の児童文学周辺』（偕成社） 1987
- 『負けるなユリカここにあり』（偕成社） 1987
- 『るりちゃんのすてきなそり』（国土社） 1988
- 『人魚とトランペット』（偕成社） 1988
- 『ひろしまのエノキ』（童心社） 1988
- 『めえめえこやぎ』（真宗大谷派宗務所出版部） 1988
- 『迷路の町のミカ』（新学社・全家研） 1989
- 『とざんでんしゃとモンシロチョウ』（あかね書房） 1989
- 『こぶたちゃんちのげんきママ』（国土社） 1989
- 『シゲルの銀河鉄道』（偕成社） 1990
- 『平和の木』（童心社） 1990
- 『よもぎばあちゃん』（あかね書房） 1991
- 『嵐の中の子守歌』（PHP研究所） 1991
- 『げんきじるしのママぶたさん』（小峰書店） 1992
- 『ボク、ただいまレンタル中』（ポプラ社） 1992
- 『とうちゃんの凧』（ポプラ社） 1992
- 『ぼくらの進水式』（文溪堂） 1993
- 『みみずくばあちゃん』（あかね書房） 1994
- 『みーちゃんはトマトかな?』（佼成出版社） 1994
- 『おばあちゃんのイエローカード』（ポプラ社） 1994
- 『うそつき咲っぺ』（佼成出版社） 1995
- 『ガンジイちゃんのつぼ』（ポプラ社） 1995
- 『五十年めの手紙』（ポプラ社） 1996
- 『こうまがうまれたよ』（童心社） 1997
- 『ぼくらのパジャマ教室』（ポプラ社） 1998
- 『ねずみのおなか』（にっけん教育出版社） 2005

### 「まま」シリーズ
- 『ままはもうおこっていない』（偕成社） 1975
- 『ままそりにのる』（偕成社） 1976
- 『ままはあわてんぼ』（偕成社） 1976
- 『ままはいつでもいそがしい』（偕成社） 1978
- 『ままのゆきだるま』（偕成社） 1981
- 『ままははなよめさん』（偕成社） 1982